# 유웅
유웅(劉雄, 생몰년 미상)은 탁군 사람으로, 중산정왕 유승의 후손이자 촉한을 세운 소열제의 조부이다.
생전 효렴(孝廉)에 천거되었으며, 관직은 동군범현현령(東郡范縣縣令)에 이르렀다. 아들 유홍이 바로 소열제의 부친이다.
삼국지 본문에 따르면, 그는 중산정왕 유승과 그의 아들인 육성정후 유정의 후손이다. 배송지가 저술한 전략(典略)에 따르면 유비는 본래 임읍후(臨邑侯)의 계파라고 하며, 유웅은 상산헌왕(常山憲王)의 곤손인 임읍후 유양(劉讓)의 후손 또는 제무왕(齊武王) 유복(劉縯)의 손자인 임읍후 유복(劉復)의 후손이다.
삼국지연의에 등장하는 유웅의 계보는 정사에 기록된 게 아닌, 후대의 창작이다.

## 가족
- 부친: 유씨(劉氏, 불명)
- 모친: 불명
- 아내: 불명
- 아들: 유홍 - 주군의 소관(小官)
- 손자: 촉한 소열제
- 증손자: 촉한 회제